# Waldo Sanhueza
Waldo Sanhueza Carrasco (Concepción, 23 de marzo de 1900-Santiago, 3 de febrero de 1966) fue un futbolista chileno que se desempeñaba como mediocampista. También destacó como dirigente en los inicios del profesionalismo.

## Trayectoria
Sus inicios fueron en la sureña ciudad de Loncoche como integrante y organizador del club de la Escuela Superior de Hombres de esa localidad. En Valdivia jugó en el Ibérico Balompié, y en Talcahuano, lugar en donde se radicó, formó parte del Gold Cross de esa ciudad.
Sus actuaciones destacadas lo llevaron a la selección local, y en 1923 pasó a formar parte del seleccionado de Concepción. En 1926, después de formar parte de la Selección Zonal Central, se trasladó a Santiago para jugar en Unión Española.
Al año siguiente, fue refuerzo en la Gira internacional de Colo-Colo, y luego se mantuvo en el equipo albo entre los años 1928 y 1930.
Luego de su retiro se desempeñó como dirigente deportivo, en donde fue secretario de la delegación de Colo-Colo que fue de gira al Perú, y tiempo después de la delegación del Combinado del Pacífico. Entre los años 1933 y 1934, fue Presidente de Colo-Colo y se le recuerda porque entregó ese alto cargo con superávit en la cuenta de tesorería. Fue nombrado delegado del club ante la Asociación y fue nombrado Director Honorario de Colo-Colo como reconocimiento a su desempeño.
Tiempo después fue presidente de Santiago Morning por cuatro años consecutivos, en donde fue nombrado Presidente Honorario como homenaje.
Sus restos mortales descansan, desde el 3 de febrero de 1966, en el Mausoleo de los Viejos Cracks de Colo-Colo en el Cementerio General de Santiago.

## Clubes
| Club           | País  | Año       |
| -------------- | ----- | --------- |
| Gold Cross     | Chile | 1920-1925 |
| Unión Española | Chile | 1926      |
| Colo-Colo      | Chile | 1927-1930 |